# Skintight
Albums de The Scabs
Rockery (EP)
(1986) Royalty in Exile
(1990)
Skintight, sorti en 1987, est le deuxième album du groupe de rock belge The Scabs.

## L'album
Dernier album avec le bassiste Berre Bergen.
Premier album pour la maison de disques belge indépendante Play It Again, Sam.
L'édition vinyle de l'album est sortie en 1987, l'édition CD en 1988 avec un titre supplémentaire Honey, Are You Satisfied ? (version présentée ici).
Toutes les compositions ont été écrites par les membres du groupe.

## Les musiciens
- Guy Swinnen : voix, guitare
- Willy Willy : guitare
- Berre Bergen : basse
- Frankie Saenen : batterie

## Les titres
1. Halfway Home - 4 min 05 s
2. Let's Have a Party - 3 min 19 s
3. Roll 'Em Over - 3 min 42 s
4. Telephone Line - 3 min 15 s
5. Rollercoaster - 4 min 49 s
6. Credit Cards - 3 min 19 s
7. Moneymaking - 4 min 16 s
8. Honey, Are You Satisfied ? - 3 min 39 s
9. Crystal Eyes - 3 min 45 s
10. Better Off Without Me - 4 min 20 s

## Informations sur le contenu de l'album
- Halfway Home et Crystal Eyes sont également sortis en single
- Werner Pensaert assure les parties de claviers
- Beverly Jo Scott assure les chœurs féminins et Patrick Riguelle les chœurs masculins
- Chris Peeters assure les parties de guitare acoustique
- Frank Michiels joue des percussions